# Букшоаја (Сучава)
Букшоаја (рум. Bucșoaia) насеље је у Румунији у округу Сучава у општини Фрасин. Oпштина се налази на надморској висини од 505 m.

## Становништво
Према подацима из 2002. године у насељу је живело 1459 становника.

### Попис2002.
| Расподела становништва по националности 2002.‍ | Расподела становништва по националности 2002.‍ | Расподела становништва по националности 2002.‍ | Расподела становништва по националности 2002.‍ | Расподела становништва по националности 2002.‍ |
| --------------------------------------------- | --------------------------------------------- | --------------------------------------------- | --------------------------------------------- | --------------------------------------------- |
|                                               |                                               |                                               |                                               |                                               |
| Румуни                                        | Румуни                                        |                                               | 1.427                                         | 98,1%                                         |
| Немци                                         | Немци                                         |                                               | 28                                            | 1,9%                                          |